# Skattebøl重排反应
Skattebøl重排反应（Skattebøl rearrangement），又作Skattebol重排反应，以挪威奥斯陆大学名誉教授 Lars Skattebøl 的名字命名。 
偕二卤代环丙烷在有机锂试剂处理之下，经过卡宾中间体，转化为累积二烯。

## 变体
当底物的环丙烷为2-乙烯基取代时，反应经过一个foiled carbene 中间体（因双键而得到稳定），最终产物是环戊二烯衍生物。